# NHK Trophy de 1986
NHK Trophy de 1986 foi a sétima edição do NHK Trophy, um evento anual de patinação artística no gelo organizado pela Federação Japonesa de Patinação (em japonês:  日本スケート連盟). A competição foi disputada na cidade de Tóquio, Japão.

## Eventos
- Individual masculino
- Individual feminino
- Duplas
- Dança no gelo

## Medalhistas
| Evento                        | Ouro                                                  | Prata                                             | Bronze                                           |
| Individual masculino detalhes | Angelo D'Agostino · Estados Unidos                    | Makoto Kano · Japão                               | Philippe Roncoli · França                        |
| Individual feminino detalhes  | Katarina Witt · Alemanha Oriental                     | Midori Ito · Japão                                | Juri Ozawa · Japão                               |
| Duplas detalhes               | Elena Volova · Oleg Vasiliev · União Soviética        | Jill Watson · Peter Oppegard · Estados Unidos     | Natalie Seybold · Wayne Seybold · Estados Unidos |
| Dança no gelo detalhes        | Natalia Bestemianova · Andrei Bukin · União Soviética | Suzanne Semanick · Scott Gregory · Estados Unidos | Kathrin Beck · Christoff Beck · Áustria          |

## Resultados

### Individual masculino
| Pos.              | Nome              | Nacionalidade   | Pontos | PC | PL |
| ----------------- | ----------------- | --------------- | ------ | -- | -- |
| Medalha de ouro   | Angelo D'Agostino | Estados Unidos  | 2.4    | 1  | 2  |
| Medalha de prata  | Makoto Kano       | Japão           | 2.6    | 4  | 1  |
| Medalha de bronze | Philippe Roncoli  | França          | 5.0    | 5  | 3  |
| 4                 | Masaru Ogawa      | Japão           | 5.2    | 3  | 4  |
| 5                 | Shubin Zhang      | China           | 7.4    | 6  | 5  |
| 6                 | Scott Williams    | Estados Unidos  | 7.8    | 2  | 7  |
| 7                 | Kurt Browning     | Canadá          | 9.2    | 8  | 6  |
| 8                 | Tatsuya Fujii     | Japão           | 10.8   | 7  | 8  |
| WD                | Alexander Fadeev  | União Soviética | —      | 9  | WD |

### Individual feminino
| Pos.              | Nome             | Nacionalidade     | Pontos | PC | PL |
| ----------------- | ---------------- | ----------------- | ------ | -- | -- |
| Medalha de ouro   | Katarina Witt    | Alemanha Oriental | 1.4    | 1  | 1  |
| Medalha de prata  | Midori Ito       | Japão             | 2.8    | 2  | 2  |
| Medalha de bronze | Juri Ozawa       | Japão             | 5.2    | 3  | 4  |
| 4                 | Holly Cook       | Estados Unidos    | 5.4    | 6  | 3  |
| 5                 | Yvonne Gómez     | Estados Unidos    | 6.6    | 4  | 5  |
| 6                 | Yibing Jiang     | China             | 9.0    | 5  | 7  |
| 7                 | Tamara Téglássy  | Hungria           | 9.2    | 8  | 6  |
| 8                 | Sachie Yuki      | Japão             | 10.8   | 7  | 8  |
| 9                 | Zaljka Cizmesija | Iugoslávia        | 13.0   | 10 | 9  |
| 10                | Patricia Schmidt | Canadá            | 13.6   | 9  | 10 |
| 11                | Sang-Ah Bang     | Coreia do Sul     | 15.4   | 11 | 11 |

### Duplas
| Pos.              | Nome                            | Nacionalidade   | Pontos | PC | PL |
| ----------------- | ------------------------------- | --------------- | ------ | -- | -- |
| Medalha de ouro   | Elena Volova / Oleg Vasiliev    | União Soviética | 1.4    | 1  | 1  |
| Medalha de prata  | Jill Watson / Peter Oppegard    | Estados Unidos  | 2.8    | 2  | 2  |
| Medalha de bronze | Natalie Seybold / Wayne Seybold | Estados Unidos  | 4.2    | 3  | 3  |
| 4                 | Lenka Knapova / René Novotný    | Tchecoslováquia | 5.6    | 4  | 4  |
| 5                 | Akiko Nogami / Yoich Yamazaki   | Japão           | 7.0    | 5  | 5  |

### Dança no gelo
| Pos.              | Nome                                  | Nacionalidade      | Pontos | DO | DL |
| ----------------- | ------------------------------------- | ------------------ | ------ | -- | -- |
| Medalha de ouro   | Natalia Bestemianova / Andrei Bukin   | União Soviética    | 1.4    | 1  | 1  |
| Medalha de prata  | Suzanne Semanick / Scott Gregory      | Estados Unidos     | 2.8    | 2  | 2  |
| Medalha de bronze | Kathrin Beck / Christoff Beck         | Áustria            | 4.2    | 3  | 3  |
| 4                 | Antonia Becherer / Ferdinand Becherer | Alemanha Ocidental | 5.6    | 4  | 4  |
| 5                 | Klára Engi / Attila Tóth              | Hungria            | 7.0    | 5  | 5  |
| 6                 | Elizabeth Coates / Alan Abretti       | Reino Unido        | 8.4    | 6  | 6  |
| 7                 | Tomoko Tanaka / Hiroyuki Suzuki       | Japão              | 9.8    | 7  | 7  |
| 8                 | Jo-Anne Borlase / Scott Chalmers      | Canadá             | 11.2   | 8  | 8  |
| 9                 | Junko Ito / Hiroaki Tokita            | Japão              | 12.6   | 9  | 9  |
| 10                | Luyang Liu / Xiaolei Zhao             | China              | 14.0   | 10 | 10 |
| 11                | Kaoru Takino / Kenji Takino           | Japão              | 15.4   | 11 | 11 |

## Quadro de medalhas
| Ordem | País              | Medalha de ouro | Medalha de prata | Medalha de bronze |    | Ordem por total |
| ----- | ----------------- | --------------- | ---------------- | ----------------- | -- | --------------- |
| 1     | União Soviética   | 2               |                  |                   | 2  | 3               |
| 2     | Estados Unidos    | 1               | 2                | 1                 | 4  | 1               |
| 3     | Alemanha Oriental | 1               |                  |                   | 1  | 4               |
| 4     | Japão             |                 | 2                | 1                 | 3  | 2               |
| 5     | Áustria           |                 |                  | 1                 | 1  | 4               |
| 5     | França            |                 |                  | 1                 | 1  | 4               |
| TOTAL | TOTAL             | 4               | 4                | 4                 | 12 | —               |